# Trnatci
Trnatci (Antipatharia) neboli „černí koráli“ („black corals“) jsou řád hlubinných korálnatců ze skupiny šestičetných. Vyznačují se uhlově černými nebo tmavě hnědými kostrami z bílkovin a chitinu, obklopenými barevnými polypy (tj. živou složkou kolonie). Trnatci jsou kosmopolitně rozšířený řád, který se vyskytuje téměř ve všech oceánských biotopech, s výjimkou brakických vod. Nejčastěji je lze objevit na kontinentálních svazích v hloubce pod 50 m. Po celý život kolonie se rozmnožují jak pohlavně, tak nepohlavně. Podobně jako jiní koráli, i kolonie trnatců poskytují útočiště jiným mořským živočichům jako tzv. „ekosystémoví inženýři“.
Trnatci byli pokládáni za blízké příbuzné korálnatců červnatců (Ceriantharia); společný taxon se označoval jako Ceriantipatharia a mohl vystupovat na úrovni samostatné podtříd vedle šestičetných (Hexacoralia) a osmičetných (Octocoralia). Molekulární fylogenetika však tuto hypotézu zavrhla.
Obyvatelé Pacifiku trnatce využívali v medicíně a místních rituálech, moderní využití tito koráli našli pro změnu ve šperkařství. Právě pytláctví, ovšem také okyselování oceánů a obecně klimatické změny, představují pro trnatce hlavní ohrožující faktory.